# Lernlabor
Unter einem Lernlabor (engl.: learning laboratory) versteht man sowohl den Prozess als auch die Kulisse, in der eine Gruppe – beispielsweise ein Management-Team – gemeinsam lernen kann.
Zweck des Lernlabors ist es, Managern oder anderen Personen die Möglichkeit zu geben, zu experimentieren und die Konsequenzen ihres Handelns und ihrer Strategien zu verfolgen. Das Ergebnis ist häufig das Auffinden von Inkonsistenzen im menschlichen Denken und die Entdeckung unerwarteter Folgen von Entscheidungen und Handeln bevor diese in der Realität umgesetzt werden.
Die technische Umsetzung solcher Lernlabore basiert meist auf sog. Mikrowelten (engl.: Microworlds).